# Choregie
Die Choregie oder Choregia (altgriechisch χορηγία), das Amt eines Choregos, war eine Sonderform der Leiturgie im antiken Athen und war seit etwa 500 v. Chr. belegt. Die Choregie umfasste die Ausstattung und den Unterhalt eines Chores. Diese Chöre traten bei Aufführungen der Dramen in Athen auf.
Eine Choregie wurde von einem zuständigen Archon wohlhabenden Bürgern auferlegt. Vor allem junge Adlige nahmen gern die Möglichkeit in Anspruch, sich auf diese Weise profilieren zu können und an politischem Ansehen zu gewinnen. Die politische Bedeutung und Dimension des Amtes wurde vor allem dadurch ersichtlich, dass der Chorege und nicht der Dichter den Preis des Dichterwettstreits (Dithyrambenagon), einen Dreifuß, erhielt. Zudem wurde ihm das Recht zuerkannt, am Ost- oder Südhang der Akropolis für diesen Dreifuß ein Denkmal mit einer Inschrift zur Erinnerung an seine Choregie zu errichten. Das bekannteste derartige Denkmal ist das Lysikratesmonument. Für einen Demos von Athen ist das Amt der Choregia zum ersten Mal zwischen 445 und 410 v. Chr. in Ikaria bezeugt, das bereits vorher für seinen Dionysoskult bekannt war.
Da es gegen Ende des Peloponnesischen Krieges immer schwieriger wurde, geeignete Choregen zu finden, mussten 406/405 v. Chr. die Kosten auf zwei Choregen verteilt werden. 315 v. Chr. wurde das Amt schließlich auf Betreiben des Demetrios von Phaleron abgeschafft und die organisatorischen Tätigkeiten von einem vom Volk gewählten Agonothetes übernommen. Die Kosten wurden aus dem Staatshaushalt bestritten.
Einige bekannte athenische Politiker begannen ihre politische Karriere mit der Choregie. So war beispielsweise Perikles 472 v. Chr. Chorege für Aischylos’ Die Perser. Auch Alkibiades hatte das Amt inne.